# Płatkownica (gmina)
Płatkownica – dawna gmina wiejska istniejąca w XIX wieku w guberni siedleckiej. Siedzibą władz gminy była Płatkownica.
Za Królestwa Polskiego gmina Płatkownica należała do powiatu węgrowskiego w guberni siedleckiej.
Była to najdalej na północ wysunięta gmina guberni siedleckiej.
Brak informacji o dacie likwidacji gminy, lecz w wykazie z 1893 roku gmina jest już zniesiona, a Płatkownica należy do gminy Sadowne.